# Мария I (Португалия)
Мария I де Браганса (на португалски: Maria de Bragança) е първата потомствена кралица на Португалия и Алгарв, управлява от 1777 до 1816 г.

## Биография

### Произход
Родена е на 17 декември 1734 година в Лисабон, Португалия, като Мария Франсишка Исабела Жузефа Антония Гертрудеш Рита Жуана де Браганса (на португалски: Maria Francisca Isabel Josefa Antónia Gertrudes Rita Joana de Bragança). Тя е най-голямата от четирите дъщери на португалския крал Жозе I и испанската инфанта Мария-Виктория Испанска. В деня на раждането си Мария получава от дядо си, крал Жуау V, титлата принцеса на Бейра, а след възцаряването на баща си – титлата принцеса на Бразилия.

### Брак с принц Педру
На 6 юни 1760 Мария се омъжва за чичо си, принц Педру. Раждат им се шест деца:
- Жузе (1761 – 1788)
- Жуау-Франсишко (1763)
- Мария-Исабела (1766 – 1777)
- Жуау VI (1767 – 1826) – крал на Португалия
- Мариана-Виктория (1768 – 1788)
- Мария-Клементина (1774 – 1776)

### Престол и управление
Мария се възкачва на португалския престол през 1777 г. след смъртта на баща си. В деня на коронацията ѝ съпругът ѝ е обявен за съвладетел под името крал Педру III. Първият акт на новата кралица е отстраняването на първия министър на кралството – маркиз де Помбал, който придобива голяма власт при управлението на баща ѝ. Сред важните дипломатически успехи на Мария I са присъединяването на Португалия към Лигата за въоръжен неутралитет през 1782 и придобиването на залива Делагоа, отстъпен от Австрия на Португалия през 1781 г. Педру ІІІ умира на 25 май 1786 година.
Кралица Мария I страда от силна религиозна мания и меланхолия, които след 1799 ѝ пречат да изпълнява монархическите си задължения, поради което неин регент става синът ѝ Жуау.
Отказът на Португалия да се присъедини към Наполеоновата континентална блокада над Англия става причина за френско-испанска инвазия в страната начело с генерал Жуно. С помощта на британското правителство португалското кралско семейство и останалите членове на династията Браганса са евакуирани в Бразилия на 29 ноември 1807 г. В Бразилия португалският двор в изгнание се установява в Рио де Жанейро.
На 1 август 1808 херцог Уелингтън дебаркира с английски войски в Лисабон, започвайки т.н. Полуостровна война срещу френските сили в Португалия и Испания. През 1815 г. правителството на португалския регент дава на Бразилия статут на кралство, а Мария I е обявена за кралица на Бразилия и Португалия. И след окончателния разгром на Наполеон през 1815 г., Мария и семейството ѝ остават в Бразилия, където Мария I умира на 20 март 1816 г. След смъртта ѝ синът ѝ Жуау официално става крал на Португалия и Бразилия под името Жуау VI.